# دوناتو جولیانی
دوناتو جولیانی (ایتالیایی: Donato Giuliani؛ زادهٔ ۴ اکتبر ۱۹۴۶) دوچرخه‌سوار اهل ایتالیا است.